# Straatsburg Justitievergaderingen
Straatsburg Justitievergaderingen zijn internationale vreedzame protest- en bewustwordingsactiviteiten, die sinds 2022 wordt gehouden voor de Raad van Europa (RvE) en het Europees Hof voor de Rechten van de Mens (EHRM) in de Franse stad Straatsburg, met als doel aandacht te vestigen op mensenrechtenschendingen, wetteloosheid en het niet-naleven van EHRM-uitspraken in Turkije. Aan de Justitiebijeenkomsten nemen duizenden slachtoffers, mensenrechtenverdedigers, journalisten, parlementsleden en maatschappelijke organisaties deel, voornamelijk uit Turkije maar ook uit verschillende andere Europese landen.

## Doel en reikwijdte
De Justitiebijeenkomsten vonden voor het eerst plaats in juni 2022. Het voornaamste doel van de bijeenkomsten is om de aandacht van het Europese publiek te vestigen op de ontslagen, willekeurige arrestaties, schendingen van de vrijheid van meningsuiting en het niet-naleven van uitspraken van het Europees Hof voor de Rechten van de Mens (EHRM) in Turkije, met name na de noodtoestand en de daaropvolgende decreten (KHK's). De bijeenkomsten roepen de Raad van Europa en het EHRM op om doeltreffender op te treden en om actie te ondernemen voor de uitvoering van de uitspraken van het Hof. Tijdens de bijeenkomsten wordt opgeroepen tot de uitvoering van de uitspraken van het Europees Hof voor de Rechten van de Mens (EHRM) met betrekking tot zaken als die van zakenman Osman Kavala, Koerdisch politicus Selahattin Demirtaş en onderwijzer Yüksel Yalçınkaya. Tevens wordt gepleit voor de vrijlating van politieke gevangenen, de handhaving van de rechtsstaat en steun voor de gerechtigheidszoekende slachtoffers. De acties die in 2022 begonnen, zijn voortgezet in 2023, 2024 en 2025; tijdens deze bijeenkomsten werden brieven en petities overhandigd aan vertegenwoordigers van de Raad van Europa om aandacht te vragen voor mensenrechtenschendingen in Turkije en het niet-naleven van EHRM-uitspraken.

## Geschiedenis

### 1. Justitievergadering in Straatsburg (24.06.2022)
Aan de eerste bijeenkomst op 24 juni 2022 namen ongeveer 2.000 mensen deel. De actie werd georganiseerd door het Peaceful Actions Platform, een koepelorganisatie van 24 maatschappelijke organisaties. De demonstranten marcheerden onder de slogans "Justice for All" en "Adalet Herkes İçin" (Gerechtigheid voor Iedereen). Tijdens het protest werd opgeroepen tot uitvoering van de uitspraken van het Europees Hof voor de Rechten van de Mens, de vrijlating van politieke gevangenen, met name Osman Kavala en Selahattin Demirtaş, en een einde aan mensenrechtenschendingen. Aan de Raad van Europa werden twee brieven overhandigd, gericht aan de Mensenrechtencommissaris van de Raad van Europa, Dunja Mijatović, en de secretaris-generaal van de Raad, Marija Pejčinović Burić.

### 2e justitievergadering in Straatsburg (20.06.2023)
Aan de tweede bijeenkomst op 20 juni 2023 namen meer dan 3.000 mensen deel. De demonstranten liepen naar het gebouw van het Europees Hof voor de Rechten van de Mens (EHRM) met spandoeken en leuzen waarop onder meer stond: “EHRM, stop de onrechtvaardigheid in Turkije” en “Vertraagde gerechtigheid is geen gerechtigheid”. Er werden opnieuw brieven aangeboden aan de Raad van Europa en het EHRM. De demonstratie werd ondersteund door prominente figuren zoals Jeremy Corbyn, voormalig leider van de Britse Labour Party en lid van het Britse parlement, Andrej Konstantin Hunko van Die Linke, lid van de Bondsdag en van de Parlementaire Assemblee van de Raad van Europa (PACE), en de Noorse voormalige politicus, journalist en advocaat Odd Anders With. Zij spraken tijdens de bijeenkomst, terwijl journalisten en politici uit andere landen steun betuigden via videoboodschappen. Tijdens de bijeenkomst werd bijzondere aandacht besteed aan de verhalen van slachtoffers en de problemen die kinderen ondervinden.

### 3e justitievergadering in Straatsburg (02.10.2024)
De derde editie van de bijeenkomst vond plaats op 2 oktober 2024 in de Allée de la Robertsau, voor de gebouwen van de Raad van Europa en het Europees Hof voor de Rechten van de Mens (EHRM). Tijdens de actie werd de aandacht gevestigd op het feit dat de uitspraken van het EHRM in de zaken Osman Kavala, Selahattin Demirtaş en Yüksel Yalçınkaya niet zijn uitgevoerd door de AKP-regering en de gerechtelijke autoriteiten in Turkije. De demonstranten riepen de Raad van Europa op om dringend actie te ondernemen in deze kwestie. De activisten die zich voor het gebouw van de Raad van Europa verzamelden – dat via het Comité van Ministers verantwoordelijk is voor de uitvoering van de uitspraken van het Europees Hof voor de Rechten van de Mens – scandeerden leuzen als “Raad, zorg voor de uitvoering van de Yalçınkaya-uitspraak”, “Vertraagde gerechtigheid is geen gerechtigheid” en “Slachtoffers zijn hier, waar is het Hof?”. Zij overhandigden een brief met hun eisen aan vertegenwoordigers van de Raad. Vervolgens begaven de activisten zich naar het gebouw van het Europees Hof voor de Rechten van de Mens, waar zij soortgelijke leuzen scandeerden en brieven met hun verzoeken aan Hofvertegenwoordigers overhandigden. In de brieven, gericht aan de Mensenrechtencommissaris van de Raad van Europa Michael O’Flaherty, secretaris-generaal Alain Berset en president van het Hof Marko Bošnjak, werd gewezen op ernstige schendingen van fundamentele mensenrechten, politieke repressie en het niet-naleven van EHRM-uitspraken in Turkije. Er werd een dringende oproep gedaan om actie te ondernemen voor de onmiddellijke uitvoering van de uitspraken in de zaken Kavala, Demirtaş en Yalçınkaya.

### 4e justitiebijeenkomst in Straatsburg (25.06.2025)

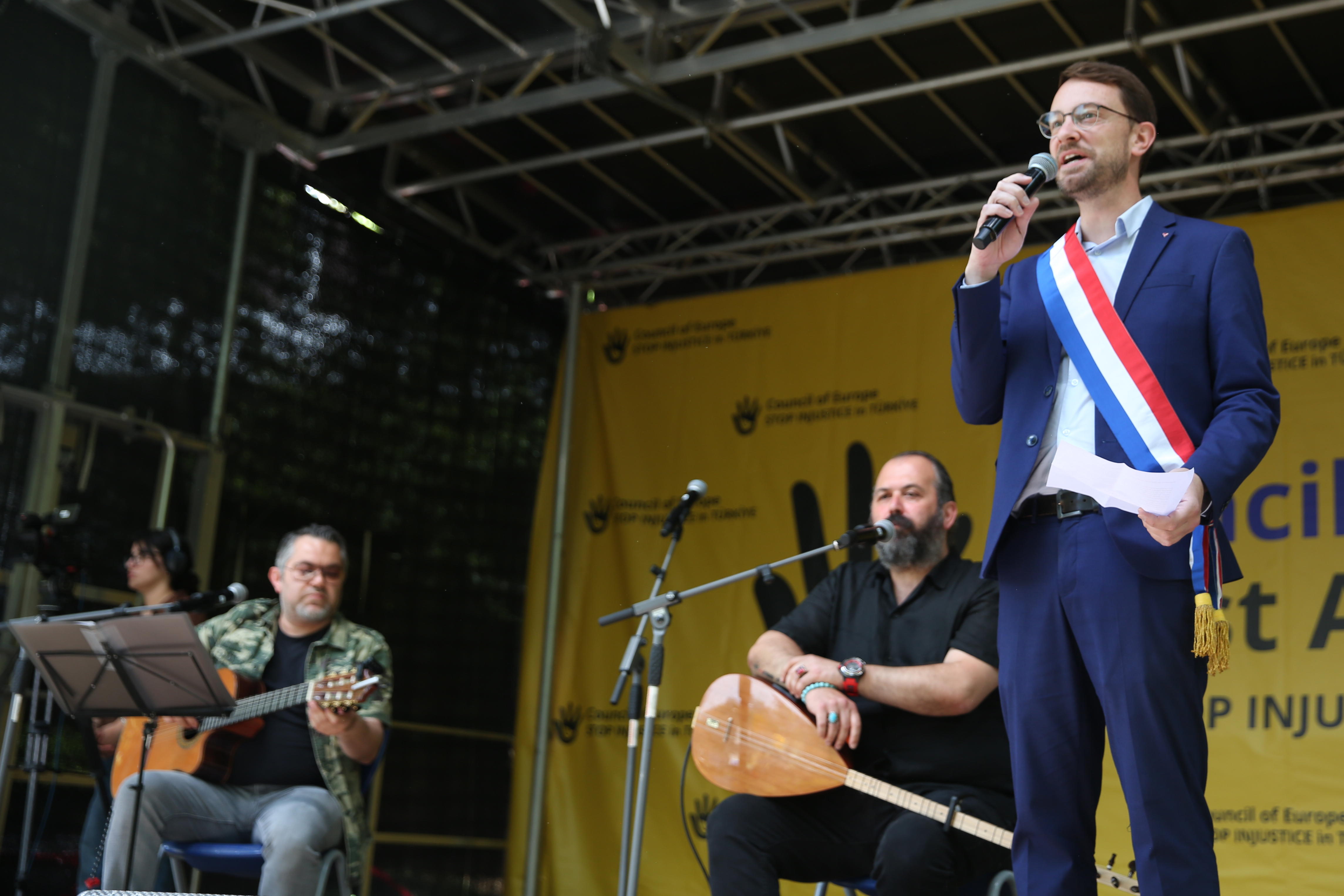
Het Franse parlementslid Emmanuel Fernandes spreekt tijdens de 4e Justitievergadering in Straatsburg, 25 juni 2025.

Bij de vierde bijeenkomst op 25 juni 2025 naderde het aantal deelnemers de 5.000. Tijdens de marsen en persverklaringen voor de Raad van Europa en het Europees Hof voor de Rechten van de Mens werden opnieuw oproepen gedaan om Turkije te dwingen de EHRM-uitspraak na te leven en om politieke gevangenen vrij te laten. Aan de demonstratie namen ook parlementsleden van de Parlementaire Vergadering van de Raad van Europa (PVRA) deel. PVRA-leden Laura Castel Fort uit Spanje, Vinzenz Glaser uit Duitsland, de Belgische minister en parlementslid Benjamin Dalle, Emmanuel Fernandes uit Frankrijk, Christophe Lacroix uit België en Sandra Regol van de Groene Partij hielden elk een toespraak. De PVRA-parlementsleden vestigden de aandacht op discriminerende praktijken, willekeurige detenties en andere mensenrechtenschendingen in Turkije en spraken hun steun uit aan de slachtoffers.

## Evenementinhoud en internationale ondersteuning

### Ingediende brieven en verzoeken
Tijdens de jaarlijkse Rechtvaardigheidsbijeenkomst in Straatsburg worden brieven overhandigd aan het Europees Hof voor de Rechten van de Mens (EHRM) en de Raad van Europa door slachtoffers, mensenrechtenverdedigers en vertegenwoordigers van het maatschappelijk middenveld. In deze brieven wordt erop gewezen dat Turkije de uitspraken van het EHRM niet naleeft, dat de onrechtmatigheden moeten worden beëindigd en dat de zoektocht naar gerechtigheid van de slachtoffers krachtiger moet worden ondersteund door Europese instellingen.

### Artistieke acties en internationale solidariteit
Tijdens de Rechtvaardigheidsbijeenkomsten in Straatsburg zijn diverse artistieke en symbolische acties georganiseerd om de roep om gerechtigheid zichtbaar te maken. In de installatie genaamd "Muur van Gerechtigheid" werden foto’s van slachtoffers tentoongesteld, droegen deelnemers symbolische kettingen, en werden theatrale uitvoeringen en mini-concerten van artiesten gehouden. Daarnaast werden rechtvaardigheidsfietstochten georganiseerd, zowel in Straatsburg als in landen als Duitsland, Nederland en België, waarmee de Turkse diaspora in Europa steun betuigde aan de bijeenkomsten. Deze fietstochten, parallelle manifestaties, internationale panels en conferenties zorgen ervoor dat de stem van de slachtoffers een breder publiek bereikt en creëren bewustzijn en druk op de Raad van Europa en het Europees Hof voor de Rechten van de Mens.

## Publieke opinie en media-reflecties
De Rechtvaardigheidsbijeenkomsten in Straatsburg zijn vanwege hun jaarlijkse organisatie en deelname uit verschillende landen onderwerp van nieuwsberichtgeving geweest in nationale en internationale media. Tijdens de evenementen is het vooral de bedoeling om de eisen met betrekking tot mensenrechtenschendingen van ambtenaren, journalisten, academici en vertegenwoordigers van het maatschappelijk middenveld die na de noodtoestand in Turkije zijn ontslagen, op de agenda van de Raad van Europa en het Europees Hof voor de Rechten van de Mens te brengen. De protesten zijn gericht op het creëren van bewustwording in het Europese publiek over onderwerpen zoals vrijheid van meningsuiting, het recht op een eerlijk proces en politieke gevangenschap. In dit kader worden ze ook ondersteund door diverse mensenrechtenorganisaties en diasporagemeenschappen in Europa. Volgens berichten in de media worden de Straatsburgse Rechtvaardigheidsbijeenkomsten, samen met soortgelijke mensenrechtenprotesten die in Europa worden gehouden, beschouwd als onderdeel van pogingen om op de agenda te komen bij de betreffende instellingen en invloed uit te oefenen op besluitvormers.
Sommige mediakanalen die bekendstaan om hun nauwe banden met de regering hebben de acties in Straatsburg meestal beschreven als een organisatie die verbonden is aan de Gülen-beweging, en hebben de deelnemers bestempeld met uitdrukkingen als "gevluchte FETÖ-leden" en "FETÖ-aanhangers". In de berichten werd gesteld dat de protesten voor het Europees Hof voor de Rechten van de Mens (EHRM) werden georganiseerd door anti-Turkse lobbygroepen, met als doel de internationale druk op Turkije te vergroten. Daarnaast werd in sommige berichten beweerd dat Ekrem İmamoğlu, de burgemeester van Istanbul namens de CHP, de acties indirect zou steunen, wat zou betekenen dat hij de FETÖ zou ondersteunen. Dezelfde mediakanalen presenteerden deze evenementen over het algemeen als zwarte propaganda-activiteiten tegen Turkije, waarbij de eisen van de deelnemers niet werden gezien als een legitieme mensenrechtenstrijd, maar eerder als onderdeel van organisatorische belangen.